# Pleasanton (Nuevo México)
Pleasanton es un lugar designado por el censo ubicado en el condado de Catron en el estado estadounidense de Nuevo México. En el Censo de 2010 tenía una población de 106 habitantes y una densidad poblacional de 25,89 personas por km².

## Geografía
Pleasanton se encuentra ubicado en las coordenadas 33°16′47″N 108°52′51″O / 33.27972, -108.88083. Según la Oficina del Censo de los Estados Unidos, Pleasanton tiene una superficie total de 4.09 km², de la cual 3.95 km² corresponden a tierra firme y (3.48%) 0.14 km² es agua.

## Demografía
Según el censo de 2010, había 106 personas residiendo en Pleasanton. La densidad de población era de 25,89 hab./km². De los 106 habitantes, Pleasanton estaba compuesto por el 94.34% blancos, el 0% eran afroamericanos, el 0% eran amerindios, el 0% eran asiáticos, el 0% eran isleños del Pacífico, el 2.83% eran de otras razas y el 2.83% pertenecían a dos o más razas. Del total de la población el 18.87% eran hispanos o latinos de cualquier raza.